# Хубертс, Вильгельм
Вильге́льм Ху́бертс (нем. Wilhelm Huberts; 22 февраля 1938, Фойтсберг, Штирия — 6 марта 2022) — австрийский футболист, игравший на позиции полузащитника.

## Биография

### Клубная карьера
Хубертс начинал профессиональную карьеру в ГАК, в составе которого отыграл пять сезонов, став одним из ключевых игроков. Он провёл один сезон в США, где играл за команду «Нью-Йорк Хунгарианс». 
В 1962 году вернулся в Европу и присоединился к итальянской «Роме». В 1963 году перешёл в франкфуртский «Айнтрахт» и стал первым в истории австрийцем в Бундеслиге. В составе «орлов» Хубертс играл в течение семи сезонов, став одним из ключевых игроков команды. В составе «Айнтрахта» в 1967 году он выиграл Кубок Интертото. Всего за «Айнтрахт» сыграл во всех турнирах 247 матчей и забил 80 голов. 
В 1970 году вернулся в Австрию и присоединился к венской «Аустрии», в составе которой выиграл Кубок Австрии в 1971 году. В 1971 году перешёл в ГАК, в котором отыграл четыре сезона и в 1975 году завершил карьеру.

### Карьера в сборной
В составе сборной Австрии сыграл 4 матча и забил 1 гол. 

### Тренерская карьера
Работал главным тренером в Австрии с клубами «Капфенберг», «Леобен» и ЛАСК.

### Смерть
Скончался 4 марта 2022 года в возрасте 85 лет.

## Достижения
«Айнтрахт» (Франкфурт-на-Майне)
- Победитель Кубка Интертото (1) : 1966/67

«Аустрия» (Вена)
- Обладатель Кубка Австрии (1): 1970/71